# Centro para el Desarrollo Global
El Centro para el Desarrollo Global (en inglés: Center for Global Development, CGD) es un think tank enfocado al desarrollo internacional. Su sede está en Washington D. C.
Fue fundado en 2001 por Edward W. Scott, Jr., C. Fred Bergsten, ambos exdirectores del Instituto Peterson de economía internacional y Nancy Birdsall, exvicepresidenta del Banco Interamericano de Desarrollo y exdirectora del Departamento de Investigación de Políticas del Banco Mundial. La Dra. Birdsall se convirtió en la primera presidenta del centro.
La misión del CDG es «reducir la pobreza y la desigualdad en el mundo estimulando el cambio de la política de los EE. UU. y otros países ricos a través de investigación de alta calidad y un compromiso activo con la comunidad política». Recientemente, el índice de think-tanks de la revista Foreign Policy situó al CDG dentro de los 15 mejores de Estados Unidos. El CDG se considera asimismo como un centro no sólo de análisis, sino también de acción ('think and do' tank), enfatizando las investigaciones dirigidas hacia propuestas prácticas de políticas públicas.
El CDG es muy conocido por conducir programas de alivio de deuda, específicamente en Nigeria y Liberia. Todd Moss, el vicepresidente del CDG, fue el primero en proponer una recompra de deuda nigeriana, la cual fue reducida por el Club de París en un 60 % de un total de 31 000 millones de dólares. A su vez, Steve Radelet, ex investigador del CDG, asesoró al gobierno de Ellen Johnson-Sirleaf, entonces presidenta de Liberia, sobre temas de alivio de deuda y coordinación de ayuda internacional.